# Idekvistmyrens naturreservat
Idekvistmyrens naturreservat är ett naturreservat på Gräsö i Östhammars kommun i Uppsala län.
Området är naturskyddat sedan 1958 och är 2,5 hektar stort. Reservatet består av ett kärrartat barrskogsområde där idegranen växer.